# HD63304
HD63304 — хімічно пекулярна зоря спектрального класу
B8 й має видиму зоряну величину в смузі V приблизно  8,8.

## Пекулярний хімічний склад
Зоряна атмосфера HD63304 має підвищений вміст 
Si
.